# ホルヘ・ポンボ
ホルヘ・マルコス・ポンボ・エスコバル（Jorge Marcos Pombo Escobar , 1994年2月22日 - ）は、スペイン・アラゴン州サラゴサ県サラゴサ出身のサッカー選手。ラ・リーガ2部・FCアンドラ所属。主なポジションはMFだが、FWとしてもプレーできる。

## クラブ経歴
カンテラ時代から地元のレアル・サラゴサで過ごし、2013年にBチームに昇格。10月6日のテルセーラ・ディビシオンのCDオリベル戦でプロデビュー。2016年にトップチームに昇格。9月7日のコパ・デル・レイのレアル・バリャドリード戦でトップチーム初出場。以降チームの中心選手に成長し、2018-19シーズンはセグンダ・ディビシオン (2部リーグ)ながら39試合4ゴールを記録。同シーズン中には、ヘタフェCFとの間で柴崎岳を含めた交換トレードの噂も浮上した。
2020年1月2日、ラ・リーガ昇格争いの直接的なライバルだったカディスCFへのローン移籍が発表。加入後12試合で起用され、2005-06シーズン以来のリーガ復帰に貢献。7月22日に完全移籍が決まり、2023年までの契約を締結した。
2020年9月20日のSDウエスカ戦で、後半37分にリーガ初ゴールを決め、2-0で勝利した。　
2021年8月31日、レアル・オビエドに1シーズンの契約でレンタル移籍されることが発表された。
2022年9月1日、ラシン・サンタンデールに2年契約で移籍した。
2024年2月1日、FCアンドラに移籍した。